# Hans von Marées
Hans von Marées est un peintre allemand né le 25 décembre 1837 à Elberfeld et mort en juin 1887 à Rome. Avec Anselm Feuerbach, le sculpteur Adolf von Hildebrand et Arnold Böcklin, von Marées fait partie des artistes qu'on a appelés les Deutsch-Römer (les Romains allemands), autre groupe important d'artistes allemands travaillant en Italie à partir des années 1860, après celui des Nazaréens. Ensuite, il est devenu l'un des chefs de file du courant en peinture de l'idéalisme allemand.

## Biographie

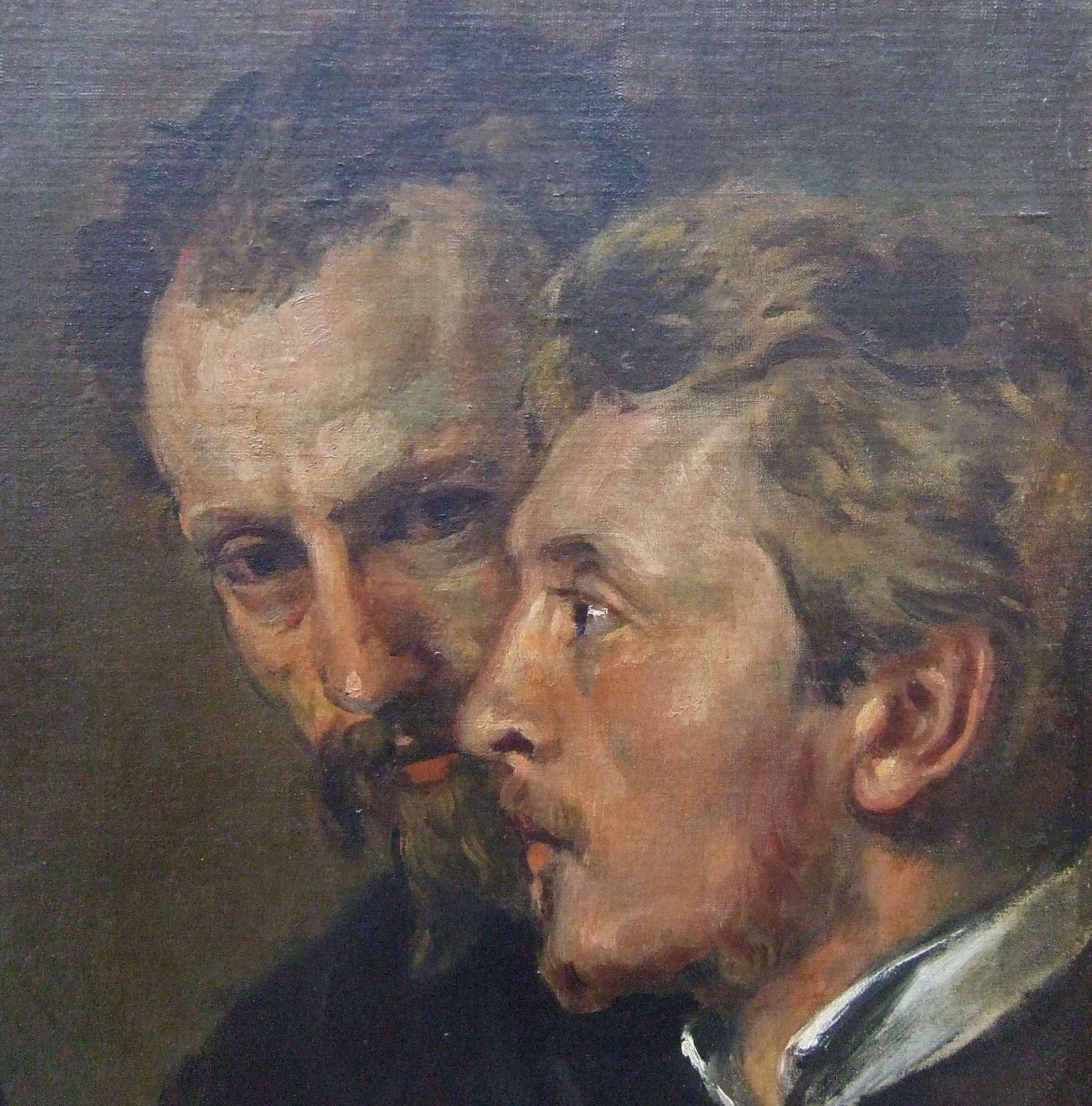
Hans von Marées (1873): Hans von Marées et Adolf Hildebrand (détail), Neue Pinakothek.

Hans von Marées est le fils d'un président de la chambre de Prusse, descendant d'une famille de la noblesse franco-flamande. Son don pour le dessin est décelé tôt. Il poursuit ses études à l'Académie des beaux-arts de Berlin, où il est élève de Carl Steffeck. Après son service militaire, il se rend à Munich en 1857. Il peint d'après nature avec ses amis Franz von Lenbach, Adolf Lier et Anton Teichlein qui, comme lui, s'opposent à l'académisme et s'inspirent des maîtres anciens flamands et de leurs tonalités sombres. Pendant cette première période, Hans von Marées peint des scènes militaires et surtout des paysages, dont un Diane au bain (1863), sujet obligatoire. Il fait le portrait de ses amis et plusieurs autoportraits. En 1864, le comte von Schack l'envoie à Rome, où il est chargé de réaliser des copies de maîtres anciens pour sa galerie personnelle de Munich, mais il rompt avec le comte en 1868. C'est alors qu'il commence à s'intéresser à la philosophie de Konrad Fiedler qui devient rapidement son mécène. En 1869, ils voyagent ensemble en France, en Espagne, en Belgique et aux Pays-Bas. Il revient influencé par la palette de couleurs de Delacroix et produit des toiles plus fortes avec des thématiques formelles idéalisantes, ce qui l'amène à fréquenter les cercles néo-idéalistes allemands des Deutsch-Römer, dont Anselm Feuerbach et le sculpteur Hildebrand. Hildebrand et Marées sont liés par une solide amitié et travaillent ensemble en 1871 et 1872 à Berlin, puis Marées s'installe seul à Dresde. Il franchit une étape importante de sa carrière en réalisant d'immenses fresques pour la bibliothèque de la station zoologique de Naples qui sont financées par Fiedler. Ce travail lui prend quatre mois. Les sculptures de la bibliothèque sont quant à elles réalisées par Hildebrand qui vient rejoindre Marées. Cette œuvre monumentale est un témoignage important de la peinture allemande de la fin du XIXe siècle. Marées y montre la vie idéalisée des pêcheurs du golfe de Naples dans le goût antique.

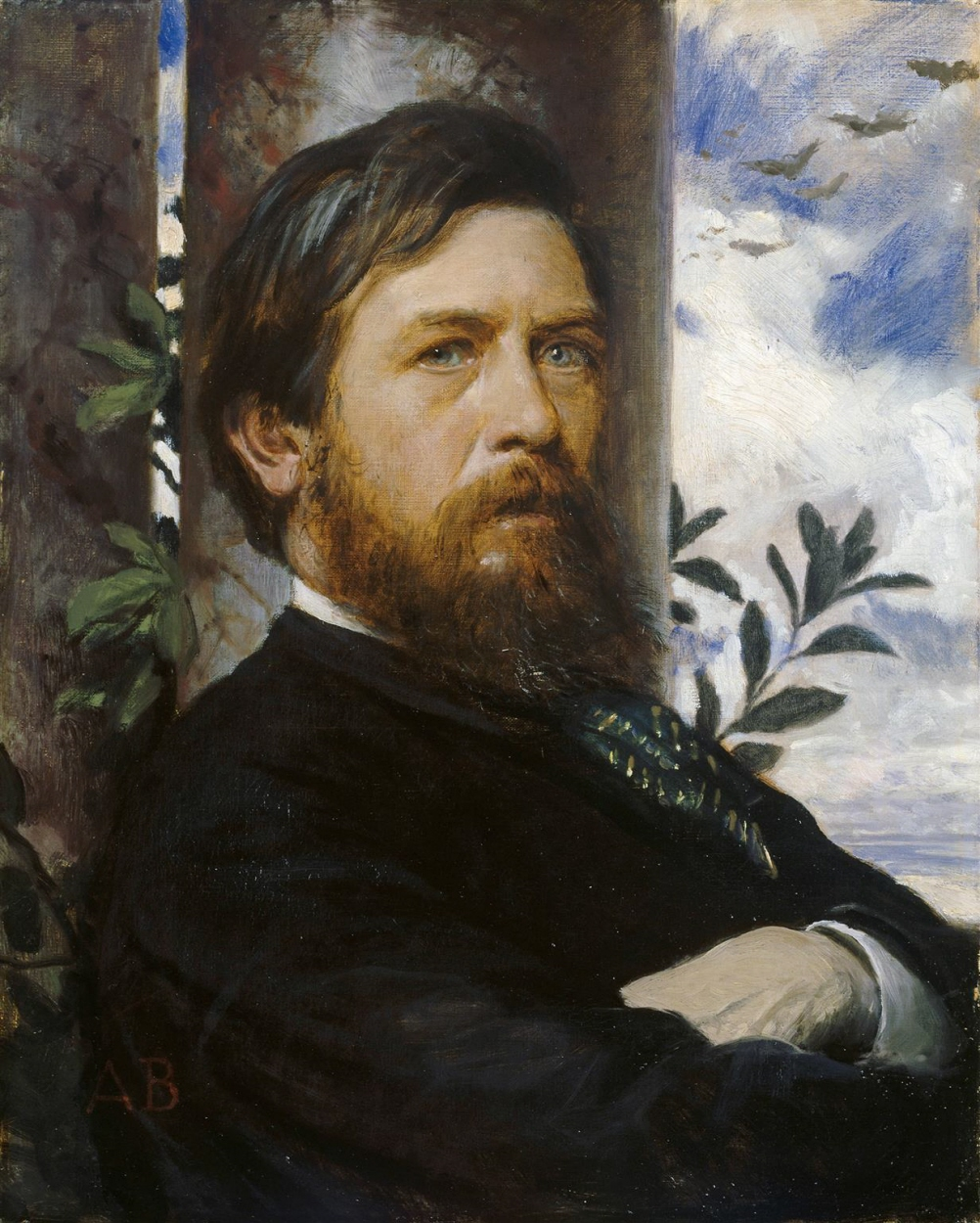
Autoportrait de Böcklin en 1873

Marées se rapproche ensuite de Böcklin, dont il fait la connaissance à Florence en 1874, mais s'éloigne de Hildebrand en 1876. Ce dernier s'est installé à Florence en 1873, à la villa Hildebrand.
Influencé également par Rubens et l'Art italien, il s'intéresse à la Renaissance vénitienne et s'installe définitivement à Rome en 1876. Il s'intéresse à la sculpture antique et développe une œuvre qui idéalise l'existence de l'homme dans la nature. La mythologie sert de prétexte, à l'instar souvent de Puvis de Chavannes, à des compositions dans des paysages méridionaux, avec des contrastes de tonalités, comme dans Les Hespérides (1879-1880 et 1884-1887), Les Trois chevaliers saints (1885-1887), etc. 
Il connut très bien l'Art français, Courbet, Manet, Puvis de Chavannes. Ses compositions remontent à une étude approfondie de l'Antiquité et de la Renaissance, elles n'insèrent pas les nus dans une action, mais doivent être comprises comme une étude, une variation sur le mouvement, la pose et le geste. Il admire Léonard de Vinci, Michel-Ange, mais aussi Poussin et Bagnacavallo. Il s'inspire des fresques de Luca Signorelli à Orvieto pour Trois hommes dans un paysage peint à Florence. La constante majeure de son œuvre est de trouver la relation idéale entre le corps humain et l'espace naturel. 
Une salle entière lui est consacrée à la Neue Pinakothek (Nouvelle Pinacothèque) de Munich, provenant de la collection Fiedler en 1891.
Il est enterré au cimetière du Testaccio de Rome, près de la pyramide de Cestius. Quasiment inconnu à sa mort, Marées influencera des générations d'artistes allemands dans toute la première moitié du XXe siècle. Son premier biographie, Julius Meier-Graefe, lui consacra une monographie en trois volumes publiée en 1909-1910, et organisa plusieurs expositions de ses œuvres aux Sécessions de Berlin, Munich et au Salon d'Automne de Paris.

## Quelques-unes de ses œuvres

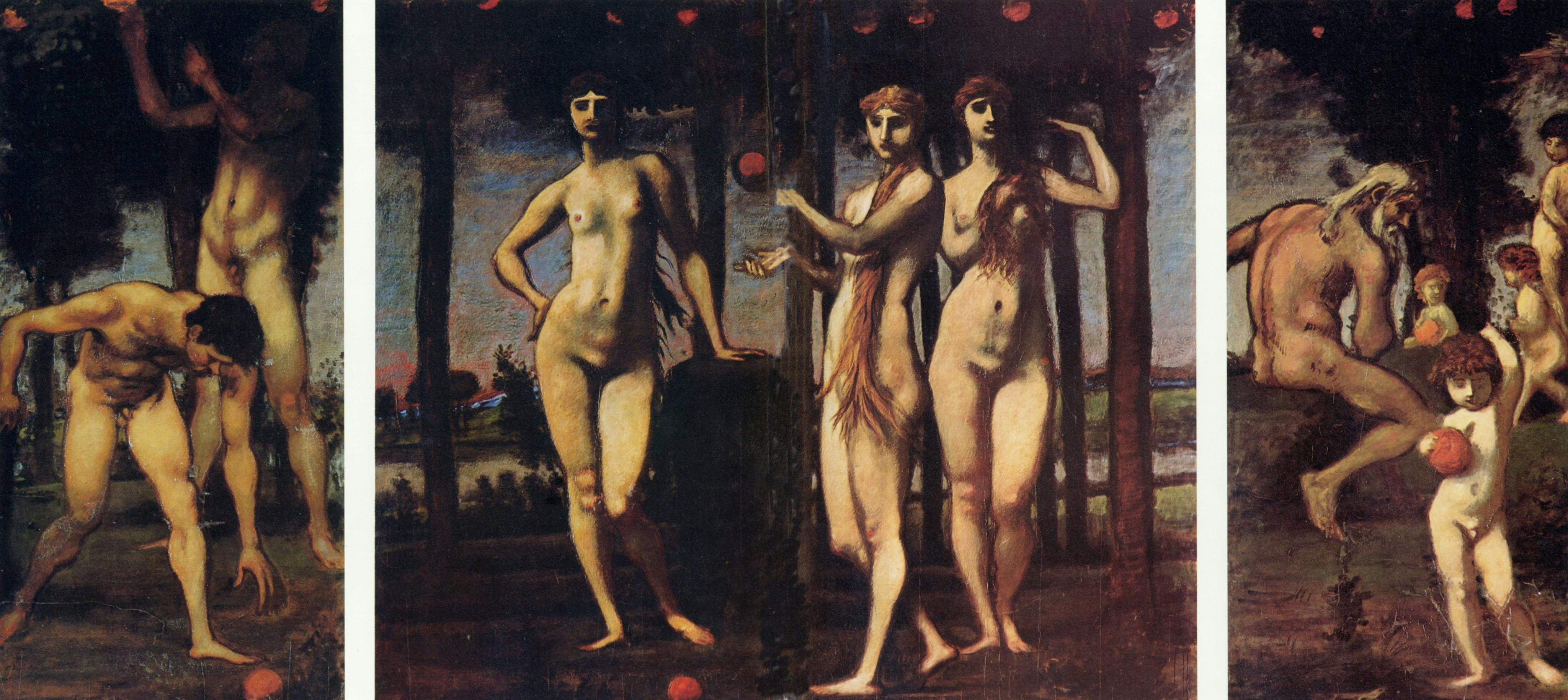
Les Hespérides, 1884, Munich, Neue Pinakothek

- Portrait du peintre Heinrich Heger, 1861, Nationalgalerie, Berlin
- La Cour de la résidence de Munich, 1863-1864, musée de l'Ermitage de Saint-Pétersbourg
- Double portrait (Marées et Lenbach), 1863, Neue Pinakothek de Munich
- Cavalier cueillant des oranges et femme nue, 1869-1870, huile sur toile, 109 × 77 cm, Halle, Staatliche Galerie Moritzburg
- Scène de forêt le soir, vers 1870, Kunsthalle de Brême
- Trois hommes dans un paysage, 1875, huile sur toile, 80 × 100 cm, Museum Kunst Palast de Düsseldorf
- La Tonnelle 1873, Naples, Aquarium (mur est)[2]
- Portrait de Marées et Hildebrand, 1873, Neue Pinakothek de Munich
- Le Cueilleur d'oranges, 1873, Alte Nationalgalerie, Berlin
- Le Départ du pêcheur, 1873, Von der Heydt-Museum, Wuppertal-Elberfeld
- Le Départ des pêcheurs, 1873, (fresque), Naples, Bibliothèque de la station zoologique[3]
- Trois hommes, vers 1874, Von der Heydt-Museum, Wuppertal-Elberfeld
- Autoportrait au chapeau jaune, 1874, Alte Nationalgalerie, Berlin
- Les Âges de la vie, 1877-1878, Alte Nationalgalerie, Berlin
- Le Dresseur de chevaux et la Nymphe
- Saint Georges tuant le dragon, 1880, Alte Nationalgalerie, Berlin
- Le Rafraîchissement, 1880, musée de Wiesbaden
- Rencontre avec le je. Autoportrait, 1883,
- Les Hespérides, 1884, huile sur bois, triptyque, Neue Pinakothek de Munich
- Trois chevaliers saints, 1885-1887[4], huile sur toile, triptyque représentant saint Hubert, saint Georges et saint Martin
- Le Repos de Diane

## Galerie

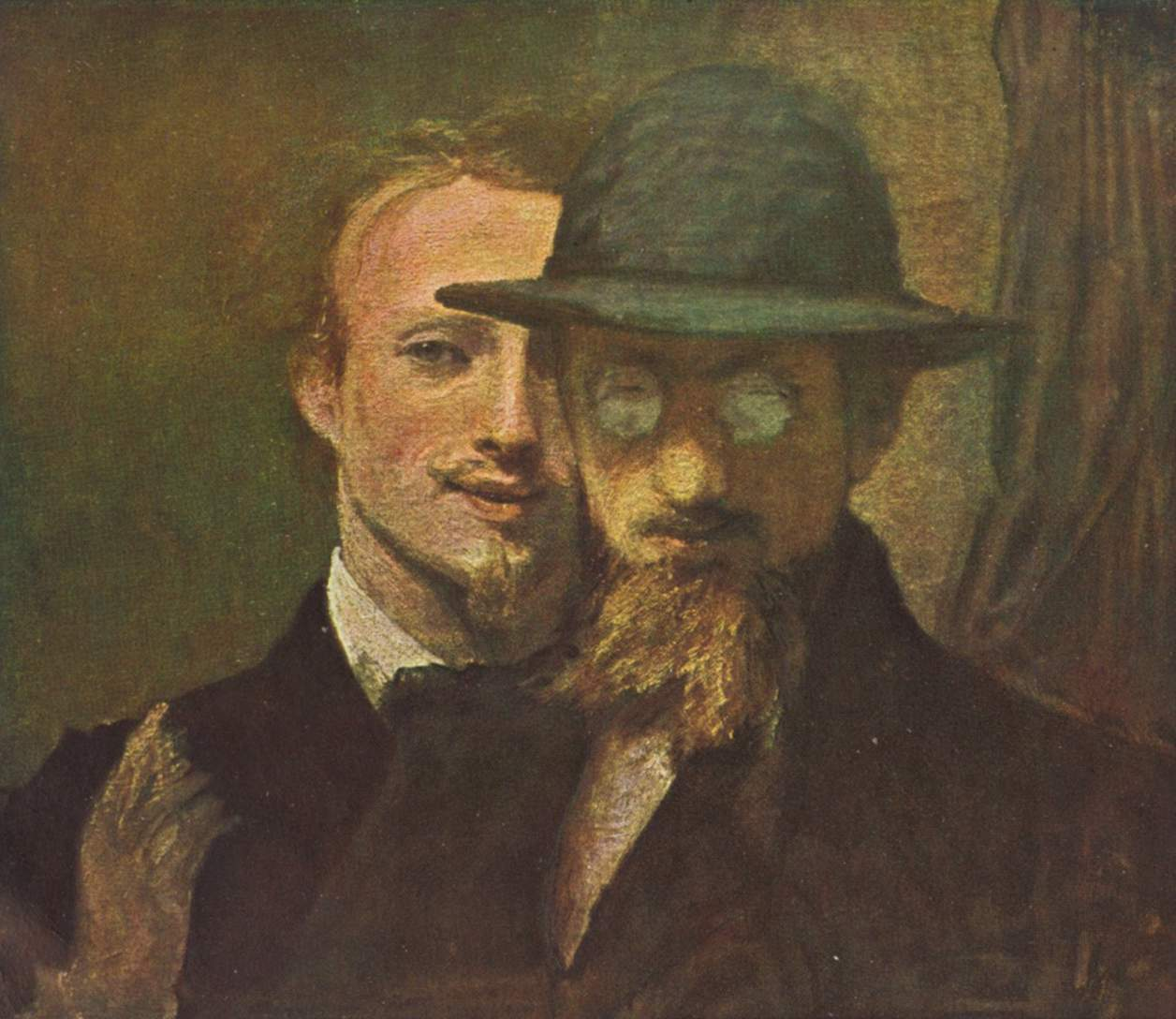
Hans von Marées, Double Portrait: Hans von Marées (à gauche) dans sa jeunesse à Munich avec Lenbach (à droite), tableau de 1863 conservé à la Neue Pinakothek
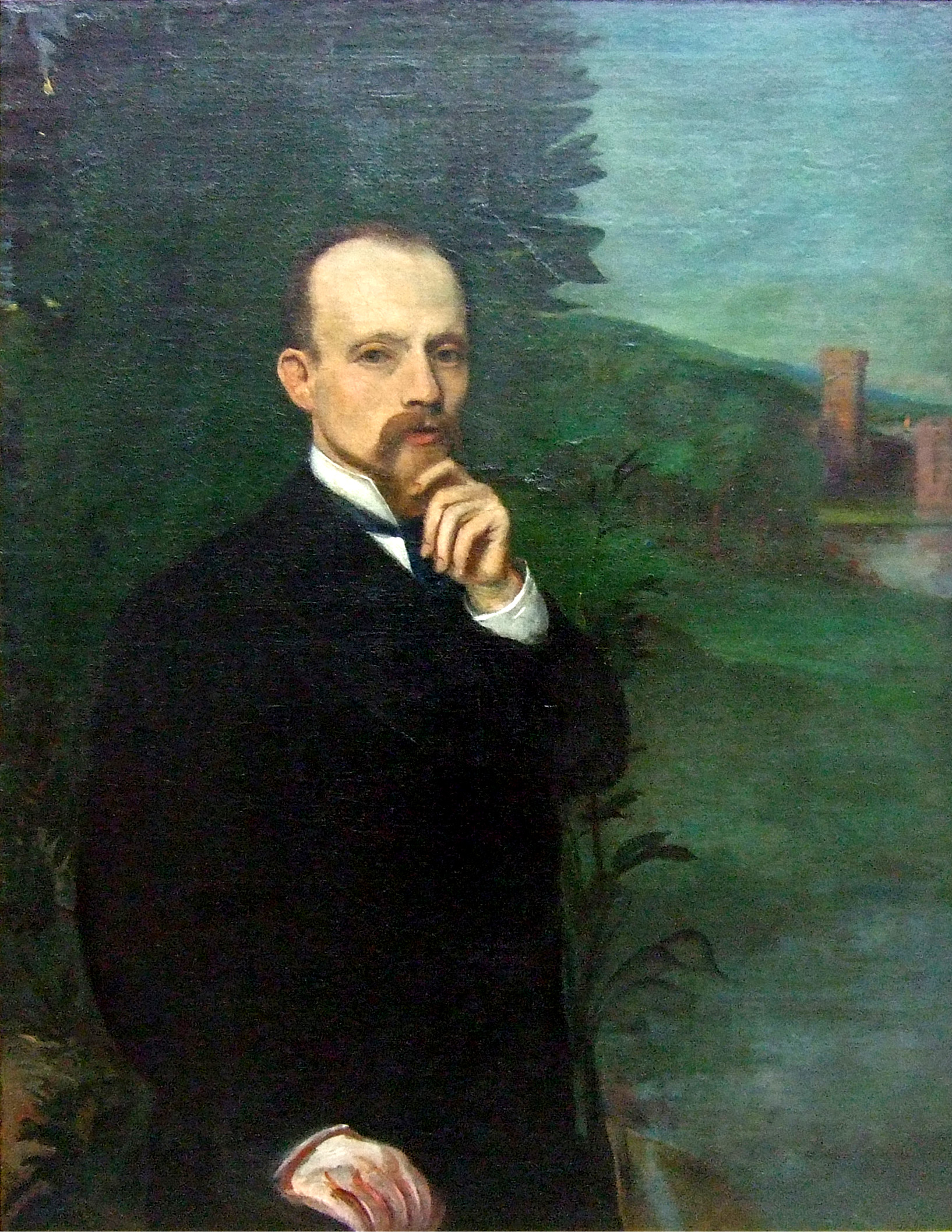
Autoportrait sans chapeau (1874), huile sur toile, collection privée à Berlin
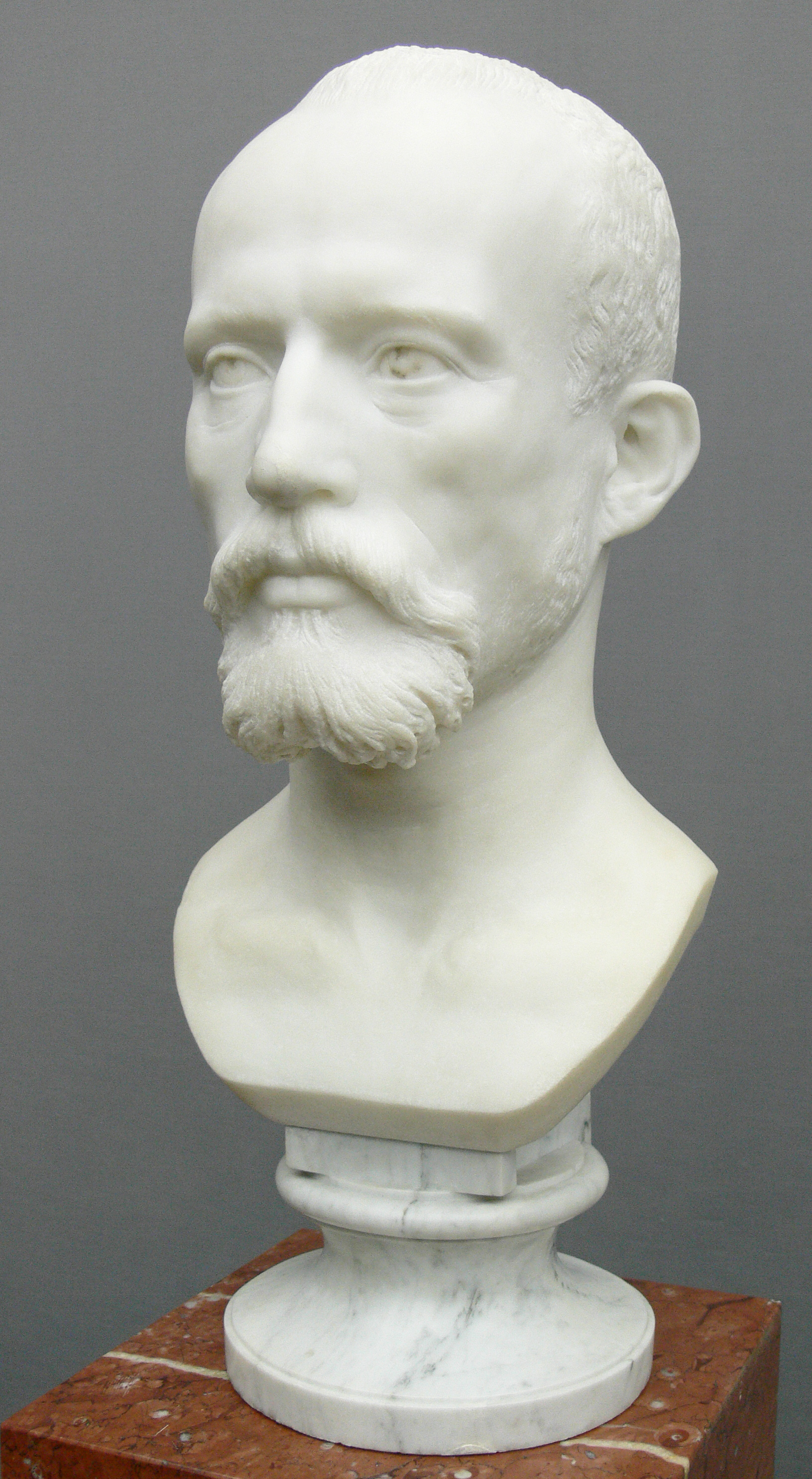
Buste d'Hans von Marées par Carl Begas le Jeune (1878), Alte Nationalgalerie de Berlin
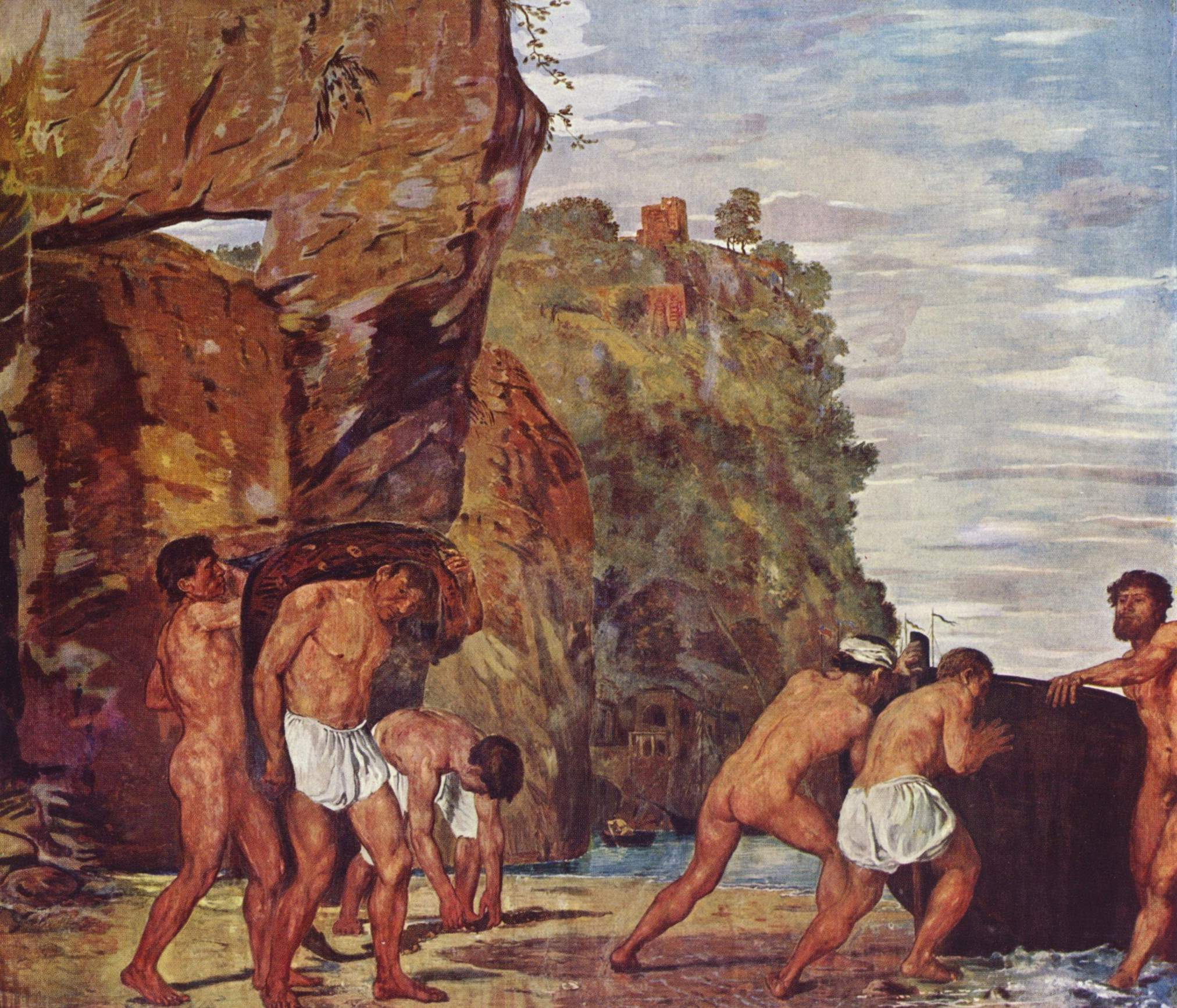
Le Départ des pêcheurs (1873), fresque, Station zoologique de Naples
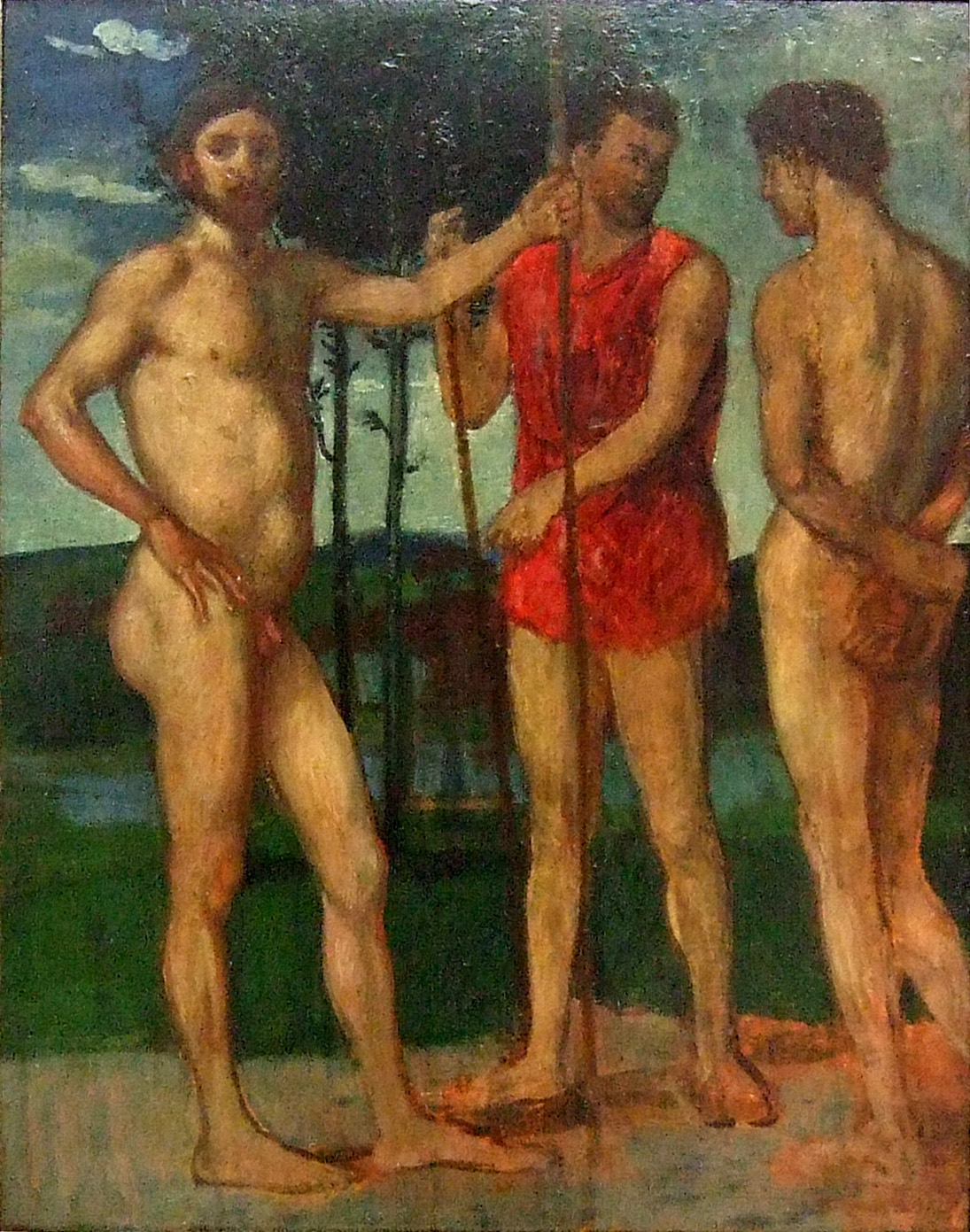
Trois hommes (1874), huile sur toile, Von der Heydt Museum
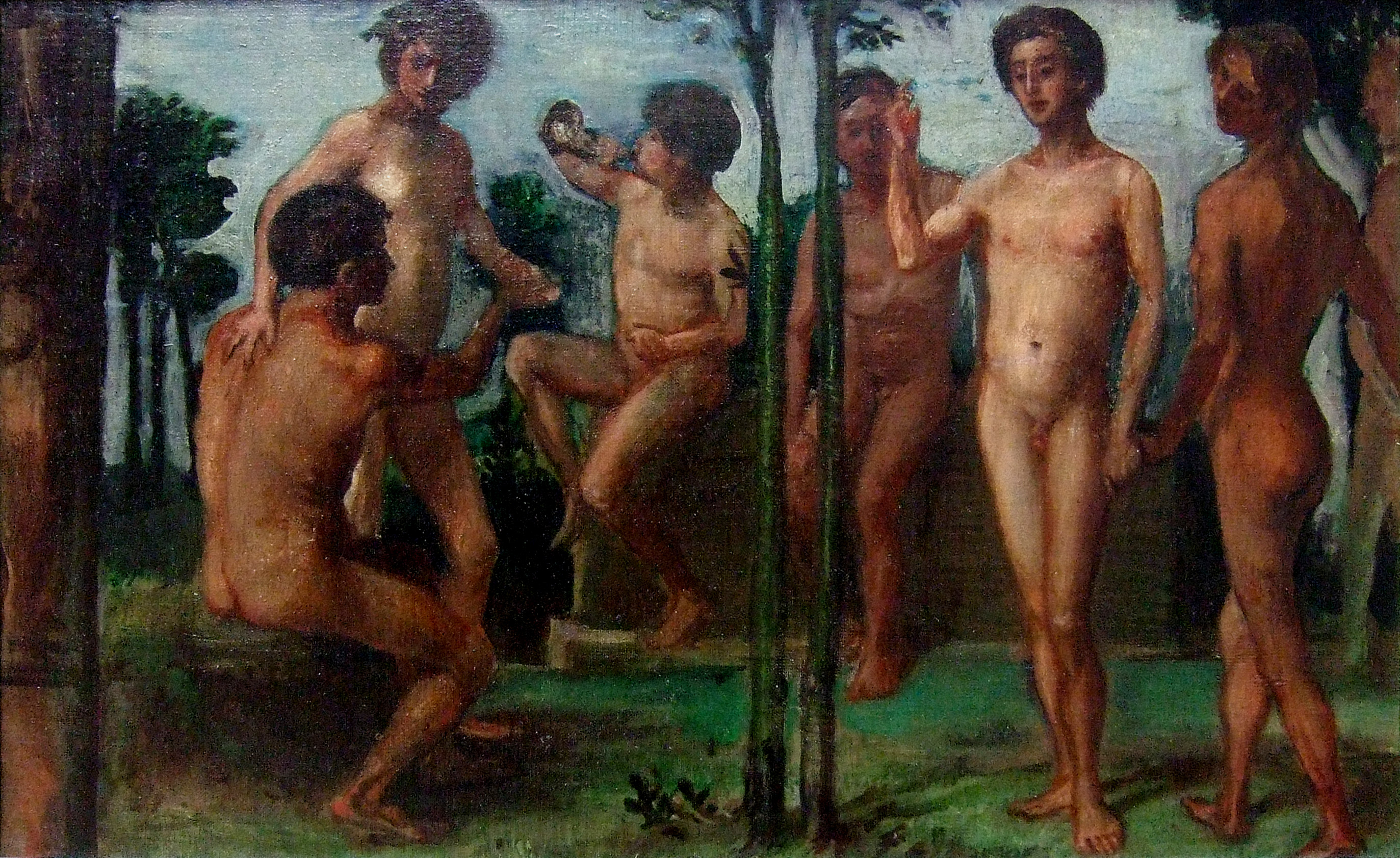
Les Danseurs (1874 ou 1875), huile sur toile, Von der Heydt Museum
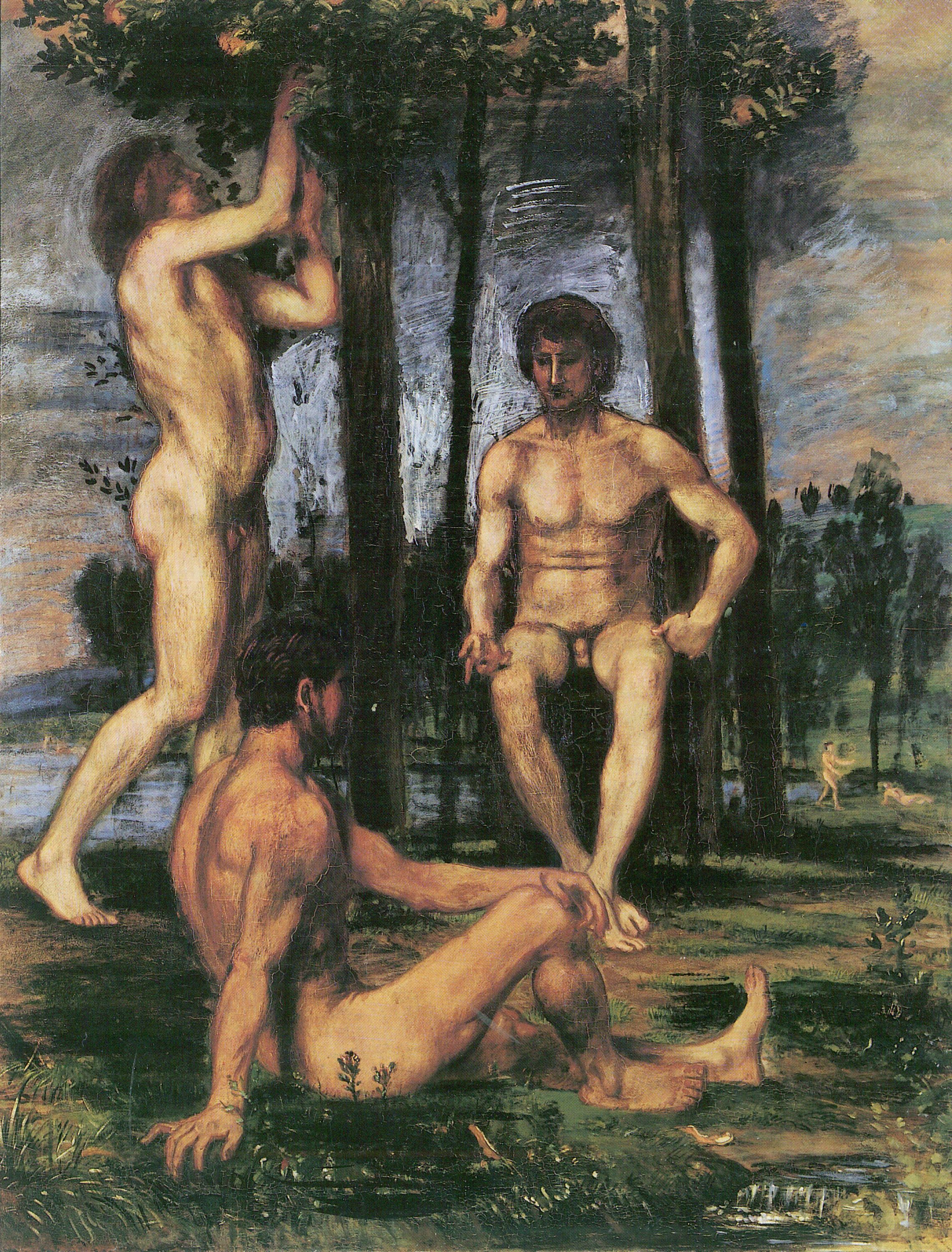
Trois jeunes gens sous un oranger (entre 1875 et 1880), huile sur toile, Neue Pinakothek, Munich

## Notes et références

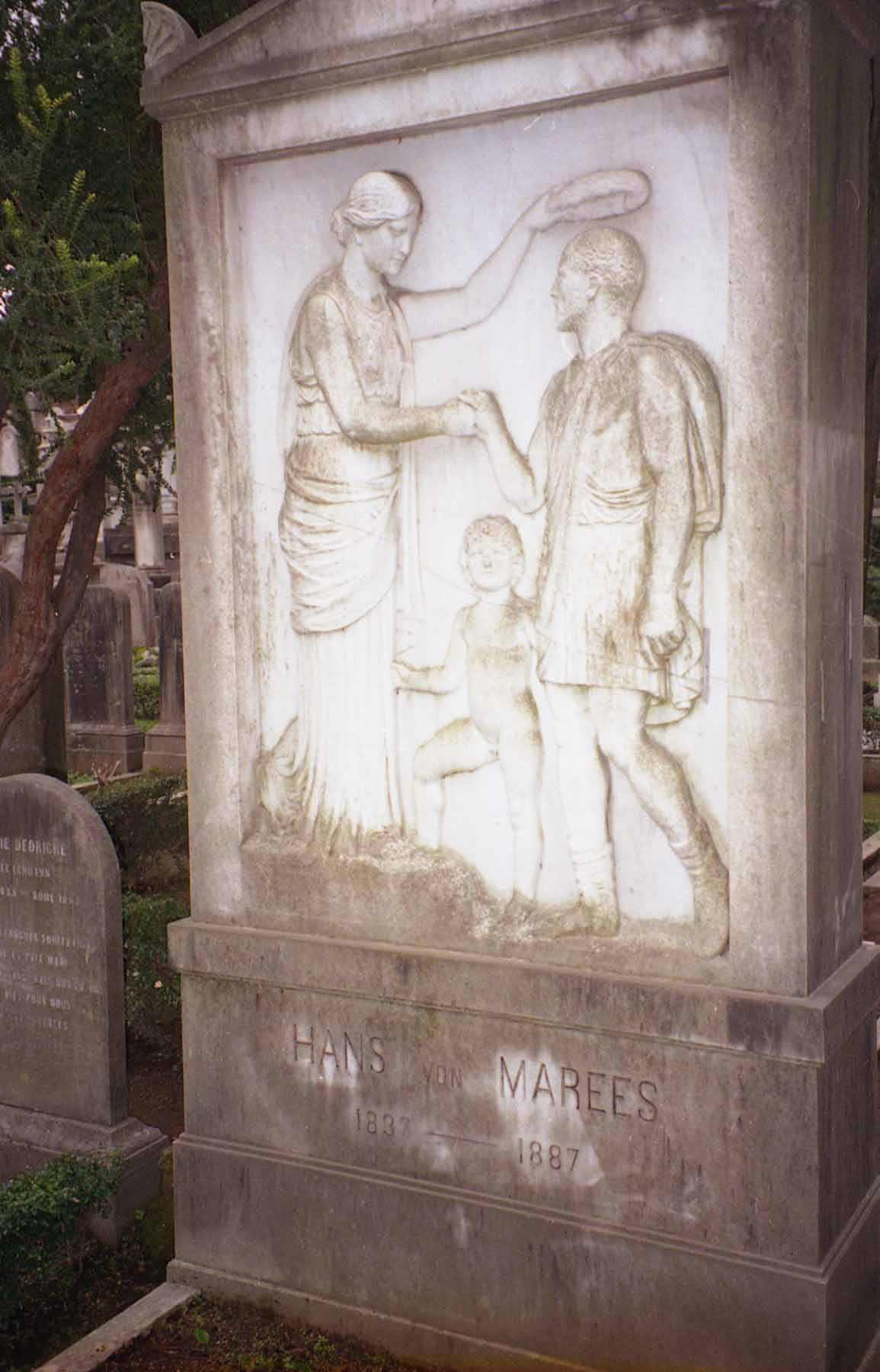
Tombe d'Hans von Marées